# کوه پلیون
کوه پلیون یا پلیوم (یونانی: Πήλιο) کوهی در قسمت جنوب شرقی تسالی در شمال یونان است که شبه جزیره قلاب‌مانندی را بین خلیج پاگاسا و دریای اژه تشکیل می‌دهد. بلندترین نقطه آن، پوریانوس استاوروس، ۱۶۲۴ متر ارتفاع دارد. جاده ملی ۳۸ یونان از قسمت جنوبی شبه جزیره و جاده ۳۸آ از میانه آن می‌گذرد.